# 1885 dans les chemins de fer
chronologie des chemins de fer
1884 dans les chemins de fer - 1885 - 1886 dans les chemins de fer

## Évènements

### Janvier
- 5 janvier, Portugal : début de la construction du pont Maria Pia par Gustave Eiffel à Porto (Companhia Real dos Caminhos de Ferro Portugueses (pt)).

### Février
- 22 février, France : ouverture de la ligne de Niort à Ruffec, via Melle, par l'Administration des chemins de fer de l'État[1].

### Mars
- 24 mars, Paris (France) : décès de Ernest Goüin, inhumé au Cimetière de Montmartre[2].

### Avril
- France : mise en service de la rotonde du dépôt de Veynes par le PLM[3].

### Mai
- 9 mai, France : ouverture de la ligne Angers - La Flèche (Paris-Orléans).

### Juin
- 1er juin, Algérie : ouverture de la section Ménerville - Palestro du chemin de fer d'Alger à Constantine et embranchements. (Compagnie des chemins de fer de l'Est algérien).

- 15 juin, France :
  - ouverture de la section Bourges - Argent-sur-Sauldre de la ligne de Bourges à Gien avec embranchement sur Beaune-la-Rolande (Paris-Orléans).
  - * 15 juin, France : ouverture de la section de Montmorillon-La Trimouille (ligne de Montmorillon à Saint-Aigny - Le Blanc), avec une station intermédiaire à Journet, par la Compagnie du chemin de fer de Paris à Orléans (PO)[4].

### Juillet
- 20 juillet, Viêt Nam : inauguration de la ligne de Saïgon à Mỹ Tho (Compagnie des chemins de fer garantis des colonies françaises).

### Août
- 22 août, France : ouverture de la ligne Eu - Dieppe, appartenant à la Compagnie des chemins de fer de l'Ouest.

### Septembre
- 1er septembre, France : ouverture de la section de Crest à Die de la Ligne de Livron à Aspres-sur-Buëch (Compagnie des chemins de fer de Paris à Lyon et à la Méditerranée, PLM).

### Octobre
- 1er octobre, Portugal : approbation des statuts de la Companhia Nacional de Caminhos de Ferro (pt) et du transfert de la concession de la ligne Foz-Tua-Mirandela à cette dernière.

### Novembre
- 17 novembre, Canada :  la ligne de chemin de fer transcontinentale du Canadien Pacifique est complétée.

### Décembre
- 21 décembre, France : ouverture de la ligne Bordeaux - Lacanau-ville.